# Donji Rahić
Donji Rahić är en ort i Bosnien och Hercegovina.   Den ligger i distriktet Brčko, i den nordöstra delen av landet, 120 km norr om huvudstaden Sarajevo. Donji Rahić ligger 93 meter över havet och antalet invånare är 647.
Terrängen runt Donji Rahić är platt.  Närmaste större samhälle är Brčko, 5,9 km öster om Donji Rahić.
Trakten runt Donji Rahić består till största delen av jordbruksmark. Runt Donji Rahić är det ganska tätbefolkat, med 185 invånare per kvadratkilometer.